# Egentliga storkar
Egentliga storkar (Ciconia) är ett släkte i familjen storkar av ordningen storkfåglar. Sju till åtta nu levande arter är kända, varav en, maguaristork, finns i Sydamerika.

## Kännetecken
De egentliga storkarna är stora fåglar, vanligen 100 centimeter höga med vingspann på 180 centimeter och med långa tjocka näbbar. De har mer varierad fjäderdräkt än andra storkar, men flera arter har svarta fjädrar på överdelen av kroppen och vingarna, samt vit buk och vingundersida. Ungfåglarna är blekare, brunare versioner av de vuxna individerna.
Genom sin raka, kägellika näbb med en inskärning bakom spetsen och sitt befjädrade huvud skiljer de sig från övriga släkten i familjen. Vidare är bara ett band på varje sida om hakan samt ögontrakten nakna.

## Levnadssätt
De egentliga storkarna bildar par som håller samman hela livet. Typiskt bygger de stora bon av pinnar i träd, men åtminstone tre arter har dokumenterats bygga bon på mänskliga byggnader. Den sydamerikanska maguaristorken bygger bon på marken.
Liksom de flesta storkar, men i motsats till hägrar, så flyger de egentliga storkarna med halsen utsträckt. Då de kräver termiska uppvindar, som ju enbart bildas över land, för långdistansflygning, så finns det få vägar tillgängliga för de flyttande arterna vit stork och svart stork till häckningsplatserna i Europa. De kan därför ofta ses vid Gibraltarsund och Bosporen.

## Utbredning och systematik
Det finns idag egentliga storkar över hela världen, med undantag av Nordamerika och polartrakterna.

### Arter i släktet
Det finns åtta nu levande arter i släktet Ciconia:
- Svart stork (C. nigra)
- Maguaristork (C. maguari)
- Vit stork (C. ciconia)
- Amurstork (C. boyciana)
- Blåkindad stork (C. abdimii)
- Sundastork (C. stormi)
- Asiatisk ullhalsstork (C. episcopus)
- Afrikansk ullhalsstork (C. microscelis)

Ytterligare en art finns beskriven som utdöd under holocen, asfaltstorken (Ciconia maltha).